# Campeonato Mundial de Ginástica Aeróbica de 2022
O 17º Campeonato Mundial de Ginástica Aeróbica aconteceu em Guimarães, Portugal, de 16 a 18 de junho de 2022.

## Evento
| Evento               | Ouro | Prata | Bronze |
| -------------------- | --- | --- | --- |
| Individual masculino | Kim Han-jin Coreia do Sul                                                                                           | Miquel Mañé · Espanha | Davide Nacci · Itália |
| Individual feminino  | Anastasiia Kurashvili · Ucrânia                                                                                     | Ayşe Begüm Onbaşı · Turquia | Nea Kivelä · Finlândia |
| Pares Mistos         | Hungria · Fanni Mazács · Dániel Bali                                                                                | Brasil · Tamires Silva · Lucas Barbosa | Vietname · Trần Ngọc Thúy Vi · Lê Hoàng Phong |
| Trios                | Hungria · Dániel Bali · Fanni Mazács · Balázs Farkas                                                                | Bulgária · Antonio Papazov · Tihomir Barotev · Darina Pashova                                                                                                | Vietname · Nguyễn Chế Thanh · Lê Hoàng Phong · Trần Ngọc Thúy Vi                                                                                       |
| Grupos               | Vietname · Nguyễn Chế Thanh · Lê Hoàng Phong · Trần Ngọc Thúy Vi · Nguyễn Việt Anh · Vương Hoài An                  | Hungria · Dániel Bali · Fanni Mazács · Zoltán Lőcsei · Balázs Farkas · Panna Szőllősi                                                                        | Itália · Davide Nacci · Sara Cutini · Marcello Patteri · Matteo Falera · Francesco Sebastio                                                            |
| Step Aeróbico        | Coreia do Sul Ryu Ju-sun Ryu Min-ji Han Jae-hyun Koh Eun-byeol Kim Eung-soo Lee Jun-kyu Song Sung-kyu Yoom Chang-il | Ucrânia · Anastasiia Isaienko · Kateryna Cherkez · Oleksandra Mokhort · Ilona Shelest · Daria Subotina · Maryna Kutseva · Daria Solianyk · Veronika Sydorova | Hungria · Bernadett Ádám · Anna Dévényi · Enikő Kajtor · Meda Koevesdi · Dalma Kopacz · Réka Solti · Roza Szarvas · Zsofia Vajda                       |
| Dança Aeróbica       | Coreia do Sul Kim Hyeon-ji Ryu Min-ji Kim Min-hyeok Cho Eun-ha Kim Min-ji Han Jae-hyun Kim Hyeog-jin Kim Mun-su     | Hungria · Zoltán Lőcsei · Balázs Farkas · Panna Szőllősi · Kata Hajdú · Anna Makranszki · Janka Ökrös · Vanessza Ruzicska · Zsófia Simon                     | Itália · Francesco Blasi · Arianna Ciurlanti · Nicole Alighieri · Sofia Cavalleri · Andrea Colnago · Gaia Laurino · Alice Pettinari · Lucrezia Rexhepi |

## Quadro de medalhas
*   país anfitrião (Portugal)
| Pos.                | País                | Ouro | Prata | Bronze | Total |
| ------------------- | ------------------- | ---- | ----- | ------ | ----- |
| 1                   | Hungria             | 3    | 2     | 1      | 6     |
| 2                   | Coreia do Sul       | 3    | 0     | 0      | 3     |
| 3                   | Ucrânia             | 1    | 1     | 0      | 2     |
| 4                   | Vietname            | 1    | 0     | 2      | 3     |
| 5                   | Brasil              | 0    | 1     | 0      | 1     |
| 5                   | Bulgária            | 0    | 1     | 0      | 1     |
| 5                   | Espanha             | 0    | 1     | 0      | 1     |
| 5                   | Roménia             | 0    | 1     | 0      | 1     |
| 5                   | Turquia             | 0    | 1     | 0      | 1     |
| 10                  | Itália              | 0    | 0     | 4      | 4     |
| 11                  | Finlândia           | 0    | 0     | 1      | 1     |
| Total (11 entradas) | Total (11 entradas) | 8    | 8     | 8      | 24    |